# Vaszil Vasziljovics Kobin
Vaszil Vaszilovics Kobin (ukránul: Васи́ль Васи́льович Ко́бін; Mezőterebes, 1985. május 24. –) ukrán válogatott labdarúgó.

## Pályafutása

### Klubcsapatokban
Kobin a Hoverla Uzshorod akadémiáján nevelkedett. 2006 és 2009 között a Karpati Lviv játékosa volt, majd 2009-ben leszerződtette őt a Sahtar Doneck csapata, melynek színeiben hat bajnoki és három kupacímet ünnepelhetett, valamint pályára léphetett a 2009-es UEFA-szuperkupa döntőjében is. Kobin 2018 nyara óta szabadúszó.

### Válogatottban
2009 és 2011 között tizenegy alkalommal lépett pályára az ukrán labdarúgó-válogatottban.

#### Mérkőzései az ukrán válogatottban
| #   | Dátum               | Ellenfél         | Eredmény | Kiírás              | Esemény |
| --- | ------------------- | ---------------- | -------- | ------------------- | ------- |
| 1.  | 2009. szeptember 5. | Andorra          | 5 – 0    | Vb-selejtező        |         |
| 2.  | 2009. szeptember 9. | Fehéroroszország | 0 – 0    | Vb-selejtező        |         |
| 3.  | 2009. október 10.   | Anglia           | 1 – 0    | Vb-selejtező        | 45+2'   |
| 4.  | 2009. október 14.   | Andorra          | 6 – 0    | Vb-selejtező        |         |
| 5.  | 2009. november 14.  | Görögország      | 0 – 0    | Vb-pótselejtező     |         |
| 6.  | 2009. november 18.  | Görögország      | 0 – 1    | Vb-pótselejtező     |         |
| 7.  | 2010. május 25.     | Litvánia         | 4 – 0    | barátságos mérkőzés |         |
| 8.  | 2010. május 29.     | Románia          | 3 – 2    | barátságos mérkőzés | 58'     |
| 9.  | 2010. június 2.     | Norvégia         | 1 – 0    | barátságos mérkőzés | 56'     |
| 10. | 2010. augusztus 11. | Hollandia        | 1 – 1    | barátságos mérkőzés | 36'     |
| 11. | 2011. június 6.     | Franciaország    | 1 – 4    | barátságos mérkőzés |         |

## Sikerei, díjai
- Sahtar Doneck
  - Ukrán bajnokság: 2009–10, 2010–11, 2011–12, 2012-13, 2013–14, 2016–17
  - Ukrán kupa: 2010–11, 2011–12, 2015–16
  - UEFA-szuperkupa-döntős: 2009